# Mimi Smith
Mary Elizabeth "Mimi" Smith, född Stanley, född 24 april 1906, död 6 december 1991 var den brittiske musikern John Lennons moster och förmyndare. 

## Biografi
Mimi Stanley föddes i stadsdelen Toxteth i Liverpool i England, och var den äldsta av fem döttrar. 
Hon blev anställd som sjuksköterska vid Woolton Convalescent Hospital och arbetade senare som privatsekreterare. Den 15 september 1939 gift hon sig med George Toogood Smith som skötte sin familjs mjölkgård, samt en butik i förorten Woolton.
Efter att hennes yngre syster Julia Lennon separerade från sin man, flyttade Julia och hennes son, John Lennon, in tillsammans med en ny partner. Smith kontaktade Liverpools socialstyrelse, och berättade att John sov i samma säng som de två vuxna, vilket ledde till att Mimi och George fick ta hand om John, då Julia blivit av med vårdnaden. Lennon bodde hos familjen Smith under större delen av sin barndom och hade en väldigt nära relation med sin moster, trots att hon avskydde hans musikaliska ambitioner, flickvänner och fruar. Hon sa ofta till Lennon i tonåren: "Gitarren är okej John, men du kommer aldrig att kunna försörja dig på det".
1965 köpte Lennon en enplansvilla åt henne i Poole, Dorset, där hon bodde fram till sin död 1991. Trots att han förlorat kontakten med andra familjemedlemmar, höll Lennon i nära kontakt och ringde henne varje vecka fram till sin död 1980. Smiths hus i Liverpool donerades senare till National Trust.